# (500266) 2012 LK12
(500266) 2012 LK12 es un asteroide perteneciente al cinturón de asteroides, descubierto el 15 de mayo de 2012 por el equipo del Pan-STARRS desde el Observatorio de Haleakala, Hawái, Estados Unidos.

## Designación y nombre
Designado provisionalmente como 2012 LK12.

## Características orbitales
2012 LK12 está situado a una distancia media del Sol de 2,688 ua, pudiendo alejarse hasta 3,135 ua y acercarse hasta 2,241 ua. Su excentricidad es 0,166 y la inclinación orbital 10,47 grados. Emplea 1610,30 días en completar una órbita alrededor del Sol.
Los próximos acercamientos a la órbita de Júpiter se producirán el 4 de julio de 2036, el 5 de julio de 2071 y el 15 de septiembre de 2190, entre otros.

## Características físicas
La magnitud absoluta de 2012 LK12 es 17,2.